# 211
211（二百十一、にひゃくじゅういち）は自然数、また整数において、210の次で212の前の数である。

## 性質
- 211は47番目の素数である。1つ前は199、次は223。
  - 200番台の素数では最小の素数である。1つ前の100番台は101、次の300番台は307。(オンライン整数列大辞典の数列 A157338)
  - 約数の和は212。
    - 約数の和が回文数になる18番目の数である。1つ前は208、次は221。(オンライン整数列大辞典の数列 A028980)
- 15番目のスーパー素数である。1つ前は191、次は241。
- 211 = 211 + 0 × i (iは虚数単位)
  - a + 0 × i (a > 0) で表される25番目のガウス素数である。1つ前は199、次は223。
- 13番目の 8n + 3 型の素数であり、この類の素数は x2 + 2y2 と表せるが、211 = 72 + 2 × 92 である。1つ前は179、次は227。
- 211 = 7# + 1 = 2 × 3 × 5 × 7 + 1 (ただし p# は p 以下の素数の総乗)
  - 4番目のユークリッド数である。1つ前は31、次は2311。
    - 4番目の素数階乗素数である。1つ前は31、次は2311。
- 1 と 2 を使った最小の素数である。次は2111。ただし単独使用を可とするなら1つ前は11。(オンライン整数列大辞典の数列 A020450)
  - a = 2 、b = 1 のときの ab…b の形で表せる27番目の素数である。1つ前は199、次は233。(オンライン整数列大辞典の数列 A061022)
  - 21…1 の形の最小の素数である。次は2111。(オンライン整数列大辞典の数列 A068814)
- 末尾の2桁が11の2番目の素数である。1つ前は11、次は311。(オンライン整数列大辞典の数列 A167442)
- 連続する3つの素数の和として表せる19番目の数である。1つ前は199、次は223。
211 = 67 + 71 + 73
- 211 = 140 + 141 + 142
  - a = 14 のときの a0 + a1 + a2 の値とみたとき1つ前は183、次は241。
    - a0 + a1 + a2 で表せる8番目の素数である。1つ前は157、次は241。

  - 14の累乗和とみたとき1つ前は15、次は2955。(オンライン整数列大辞典の数列 A135519)
    - 211 = 143 − 1/14 − 1 = 153 + 1/15 + 1
- 1/211 = 0.004739336492890995260663507109… (下線部は循環節で長さは30)
  - 逆数が循環小数になる数で循環節が30になる最小の数である。次は217。
  - 循環節が n になる最小の数である。1つ前の29は3191、次の31は2791。(オンライン整数列大辞典の数列 A003060)
- 各位の和が4になる11番目の数である。1つ前は202、次は220。
  - 各位の和が4になる数で素数になる4番目の数である。1つ前は103、次は1021。(オンライン整数列大辞典の数列 A062339)
- 各位の積が2になる6番目の数である。1つ前は121、次は1112。(オンライン整数列大辞典の数列 A199986)
  - 各位の積が2になる数で2番目の素数である。1つ前は2、次は2111。(オンライン整数列大辞典の数列 A107612)
- 211 = 32 + 92 + 112 = 72 + 92 + 92
  - 3つの平方数の和2通りで表せる50番目の数である。1つ前は210、次は213。(オンライン整数列大辞典の数列 A025322)
  - 211 = 32 + 92 + 112
    - 異なる3つの平方数の和1通りで表せる64番目の数である。1つ前は205、次は212。(オンライン整数列大辞典の数列 A025339)
- 211 = 35 − 25
  - n = 5 のときの 3n − 2n の値とみたとき1つ前は65、次は665。(オンライン整数列大辞典の数列 A001047)
  - 素数 p = 5 のときの 3p − 2p の値とみたとき1つ前は19、次は2059。(オンライン整数列大辞典の数列 A135171)
  - 3n − 2n の形の3番目の素数である。1つ前は19、次は129009091。(オンライン整数列大辞典の数列 A058765)
- フィボナッチ数を降順に並べた数とみたとき1つ前は11、次は3211。(オンライン整数列大辞典の数列 A038399)
- 211 = 63 − 6 + 1
  - n = 6 のときの n3 − n + 1 の値とみたとき1つ前は121、次は337。(オンライン整数列大辞典の数列 A061600)
    - n3 − n + 1 の形の3番目の素数である。1つ前は61、次は337。(オンライン整数列大辞典の数列 A100698)

## その他 211 に関連すること
- 西暦211年
- 1月1日から数えて211日目は7月30日（閏年7月29日）である。
- 国鉄211系電車
- 第211代ローマ教皇はパウルス2世（在位：1464年8月30日～1471年2月26日）である。
- 211工程（"211"プロジェクト）は21世紀に向けた100の国家重点大学を、中国が1990年に定めたもの。